# Fernandocrambus espeletiae
Fernandocrambus espeletiae là một loài bướm đêm trong họ Crambidae.